# 나고야촌 (사가현)
나고야촌(名護屋村)은 일본 사가현 히가시마쓰우라군에 설치되었던 촌이다. 현재의 가라쓰시의 일부에 해당한다.

## 역사
- 1889년 4월 1일 - 정촌제 시행에 의해 히가시마쓰우라군 나고야촌(名古屋村)이 성립하였다.
- 1922년 1월 1일 - 촌명이 名護屋村으로 변경되었다.
- 1932년 - 마을의 교화와 경제 재건을 위해 마을 주민 대회에서 금주가 결정되어 5년간 시행되었다.
- 1956년 9월 30일 - 우치아게촌과 합병, 정으로 승격해 진제이정이 신설되어 폐지되었다.

## 참고문헌
- 角川日本地名大辞典 41 佐賀県
- 『市町村名変遷辞典』東京堂出版、1990年。